# Hydra polymorpha
Hydra polymorpha is een hydroïdpoliep uit de familie Hydridae. De poliep komt uit het geslacht Hydra. Hydra polymorpha werd in 2008 voor het eerst wetenschappelijk beschreven door Chen & Wang. 